# Nicsak, ki beszél még!
A Nicsak, ki beszél még! (eredeti cím: Look Who's Talking Too) 1990-ben bemutatott amerikai családi filmvígjáték, amely a nagy sikerű Nicsak, ki beszél! trilógia második része. A film rendezője Amy Heckerling, producere Jonathan D. Krane. A forgatókönyvet Amy Heckerling és Neal Israel írta, a zenéjét David Kitay szerezte. A főszerepekben John Travolta és Kirstie Alley látható, mint Mikey kisbaba (Bruce Willis hangján) szülei. A filmben feltűnik továbbá Olympia Dukakis, Elias Koteas és Gilbert Gottfried. Damon Wayans és Mel Brooks a hangját szolgáltatja egy-egy szereplőnek. A mozifilm készítője a Big Mouth Production, forgalmazója a TriStar Pictures.
Az Amerikai Egyesült Államokban 1990. december 14-én, Magyarországon 1991. március 22-én mutatták be a mozikban.
A film rendkívül hamar került a mozikba az első részt követően, s meglehetősen rövid a játékideje (egyes állítások szerint Travolta táncos-dalos jelenetét azért tették a filmbe, hogy 80 perc fölé tolják). 1993-ban újabb folytatás készült Nicsak, ki beszél most! címmel.

## Rövid történet
Új jövevény érkezik a családba, a gyerkőcök együtt kommentálják szüleik civakodásait.

## Szereplők
| Szereplő                 | Eredeti hang      | Magyar hang            |
| ------------------------ | ----------------- | ---------------------- |
| Mikey Ubriacco           | Bruce Willis      | Mikó István            |
| Julie Ubriacco           | Roseanne          | Borbás Gabi            |
| Eddie                    | Damon Wayans      | Vajda László           |
| Klotyómanó               | Mel Brooks        | Jakab Csaba            |
| Fiú baba a babakocsiban  | N/A               | Balázsi Gyula          |
| Reptéri telefonközpontos | N/A               | Nagy Gábor             |
| Reptéri irányító         | N/A               | Perlaki István         |
| Hírolvasó a TV-ben       | N/A               | Szabó Sipos Barnabás   |
| Szereplő                 | Színész           | Magyar hang            |
| James Ubriacco           | John Travolta     | Gáti Oszkár            |
| Mollie Ubriacco          | Kirstie Alley     | Bánsági Ildikó         |
| Mikey Ubriacco           | Lorne Sussman     | Vajda Marcell          |
| Julie Ubriacco           | Georgia Keithley  | –                      |
| Rosie                    | Olympia Dukakis   | Tolnay Klári           |
| Stuart                   | Elias Koteas      | Gáspár Sándor          |
| Joey                     | Gilbert Gottfried | Usztics Mátyás         |
| Lou                      | Louis Heckerling  | Benkő Gyula            |
| Dr. Fleischer            | Don S. Davis      | Konrád Antal           |
| Mr. Ross                 | Neal Israel       | Márton András          |
| Üzletember a taxiban     | Paul Shaffer      | Izsóf Vilmos           |
| Eddie                    | Danny Pringle     | –                      |
| Debbie                   | Lesley Ewen       | Herczeg Csilla         |
| Női kliens               | Noelle Parker     | Andresz Kati           |
| Férfi kliens             | Douglas Warhit    | Sinkovits-Vitay András |
| Könyvvizsgáló            | Terry David       | Kovács István          |
| Arrogáns üzletember      | Morris Panych     | Jakab Csaba            |
| Szülésznő                | N/A               | Czigány Judit          |
| Gyerekorvos              | N/A               | Melis Gábor            |
| Férfi a repülőtéren      | N/A               | Uri István             |

## Érdekességek
- Ez az egyetlen TriStar Pictures-film, melyben a logóban látható ló megszólal.
- A híres TriStar Pictures-dal, Dave Grusin szerzeménye hallható azon jelenet alatt, amikor Julie járni próbál.
- A Fox Family csatornán John Travolta „seggfej” szavát megváltoztatták „szamár”-ra.
- A film Magyarországon az 1991-es év legnézettebb bemutatója volt.[2]